# 財政再生団体
財政再生団体（ざいせいさいせいだんたい）とは、地方公共団体の財政の健全化に関する法律に基づき財政再生計画を策定した地方公共団体のこと。かつての財政再建団体に相当し、しばしば会社の倒産にたとえられる。

## 財政再生基準
3つの財政指標のうちいずれか1つ以上が下記の基準に達している場合、自主的な財政の健全化を図ることが困難であるとして、財政再生計画を策定することが義務づけられている。
- 実質赤字比率
  - 都道府県 - 5% (ただし都については特別区に関連した補正が加えられる）
  - 市町村・特別区 - 20%
- 連結実質赤字比率 - 実質赤字比率の基準に10パーセントポイントを加えたもの
- 実質公債費比率 - 35%

## 財政再生計画
前年度決算の内容が上記の財政再生基準に達している場合には、その年度内に地方公共団体の長が財政再生計画を作成し、議会の議決を経て定めなければならない。内容は財政指標悪化の要因分析から始まり、事務や組織の合理化による歳出削減、滞納分も含めた徴収成績向上、使用料・手数料の改定、財産処分などによる歳入増加などについて、期間を定め年度ごとに細かく計画する。
財政再生計画には、総務大臣による同意を受ける制度がある。同意を受ければ赤字地方債（再生振替特例債）を起債することができるが、逆に同意を受けなければ災害対策をのぞき全ての地方債の起債ができなくなる。したがって実質的にはほぼ必ず同意を受ける必要があり、国の管理下に置かれる状況になる。

## 事例
令和7（2025）年度までの時点で、財政再生団体に該当するのは1団体のみである。
2003年2月以前の制度で財政再建団体に指定された団体については、財政再建団体#適用例を参照。
- 北海道 - 夕張市
以前より再建法に基づく財政再建団体であったが、平成20（2008）年度決算で3つの財政指標全てが財政再生基準を大きく超過していた。2010年（平成22年）3月2日に財政再生計画が市議会で議決され、同年3月9日に総務大臣の同意を得て、財政再生団体へと移行した。再生振替特例債により実質赤字を解消し17年間で償還、その後2029（令和11）年度で全ての財政指標が早期健全化基準を下回ることを目標としている。